# Fläckig sorgfågel
Fläckig sorgfågel (Laniocera rufescens) är en fågel i familjen tityror inom ordningen tättingar.

## Utseende
Fläckig sorgfågel är roströd, med ljusare ögonring, mörkare vingar med stora roströda fläckar och svag sotfärgat fjällmönster på bröstet. Vid skuldrorna har den gula fjädertofsar, men de hålls ofta dolda. Liknande rödbrun sorgtyrann är mycket vanligare samt mer enfärgad och slankare.

## Utbredning och systematik
Fläckig sorgfågel delas in i tre underarter med följande utbredning:
- Laniocera rufescens griseigula – förekommer i tropiska norra Colombia (Córdoba, Antioquía och Santander)
- Laniocera rufescens rufescens – förekommer från låglandet i södra Mexiko till nordvästra Colombia (Chocó)
- Laniocera rufescens tertia – förekommer i tropiska sydvästra Colombia och nordvästra Ecuador (Esmeraldas)

## Levnadssätt
Fläckig sorgfågel förekommer sparsamt i fuktiga städsegröna skogar i tropiska låglänta områden. Där ses den huvudsakligen på medelhög höjd i skuggig undervegetation. Ofta sitter den helt still och upprätt under långa perioder, för att plötsligt göra utfall för att ta frukt eller fånga små ryggradslösa djur.

## Status och hot
Arten har ett stort utbredningsområde, men tros minska i antal, dock inte tillräckligt kraftigt för att den ska betraktas som hotad. Internationella naturvårdsunionen IUCN listar arten som livskraftig (LC). Beståndet uppskattas till i storleksordningen 20 000 till 50 000 vuxna individer.